# L'Appart du 5e
 (octobre 2015).
Si vous disposez d'ouvrages ou d'articles de référence ou si vous connaissez des sites web de qualité traitant du thème abordé ici, merci de compléter l'article en donnant les références utiles à sa vérifiabilité et en les liant à la section « Notes et références ».
L'Appart du 5e est une série télévisée jeunesse québécoise en 108 épisodes de 22 minutes créée par Emmanuel Aquin et Stéphane Simard diffusée entre le 15 janvier 2013 et le 9 août 2016 sur VRAK.

## Synopsis
Théophile Langevin vit sa vie d'adolescent en 1957 jusqu'à son 18e anniversaire, où il est assassiné. Sylvain Sanssouci, l'ami de son père dit oncle Phil, n'a pu le protéger. Cinquante-sept ans plus tard, Théophile, devenu un fantôme, essaie de comprendre ce qui lui arrive. 

## Distribution

### Acteurs principaux
| Acteurs               | Personnages                  | saisons    | saisons    | saisons    | saisons    | saisons    |           |
| Acteurs               | Personnages                  | Saison 1   | saison 2   | saison 3   | saison 4   | saison 5   | Épisodes  |
| --------------------- | ---------------------------- | ---------- | ---------- | ---------- | ---------- | ---------- | --------- |
| Yan England           | Théophile Langevin           | Principal  | Principal  | Principal  | Principal  | Principal  | 105 / 108 |
| Sarah-Jeanne Labrosse | Vicky ou Victoire Lachapelle | Principale | Principale | Principale | Principale | Principale | 102 / 108 |
| Marilou Morin         | Justine Pellan               | Principale | Principale | Principale | Principale | Principale | 98 / 108  |
| Guillaume Perreault   | Greg Joyal                   | Principal  | Principal  | Principal  | Principal  | Principal  | 100 / 108 |
| Benoît Drouin-Germain | Frank Ostiguy                | Récurrent  | Récurrent  | Principal  | Principal  | Principal  | 81 / 108  |
| Paul Ahmarani         | Hans Schmitt                 |            | Récurrent  | Principal  | Principal  | Principal  | 44 / 108  |

### Acteurs récurrents
- Louis-Olivier Mauffette : Sylvain Sanssouci et Phil Sanssouci
- Cynthia Wu-Maheux : Marianne Pellan
- Olivier Aubin : Gonzague Chartier
- Catherine De Sève : Sandrine Mouchard (Wiseman) (saisons 1 à 4)
- Renée Cossette : Angèle Pratt (saisons 3 à 5)
- Alexandra Cyr : Florida Wiseman (saison 2, invitée saisons 3 à 5)
- Éric Paulhus : Honorius Pibrac (saisons 4 et 5)
- Ariane-Li Simard-Côté : Éléonore Després (saisons 1 et 2, invitée saison 3)
- Ève Lemieux : Soleil Bouchard (saisons 1 et 2)
- Louise Portal : Justine (75 ans) (saison 3)
- Emmanuelle Luisier : Valentine (saison 4)

### Invités
- Hélène Florent : Adeline McMarchall
- Marie-France Lambert : Sophia Battista
- Charles-Olivier Pelletier : Tristan Bouchard-Lemieux
- Bianca Gervais : Mathilde Pellerin
- Diane Lavallée : Élise
- Alyssa Labelle : Réussite “Sissi” Lachapelle
- Marc Beaupré : Roger Paradis
- Claude Despins : Rodolphe Langevin
- Rose-Maïté Erkoreka : Lola Balzano
- Michel Laperrière : Pierre-Paul Pellan
- Maxime Denommée : Victor
- Luc Boucher : Antoine
- Alexandre Bisaillon : Félix
- Marc-François Blondin : Bruno
- Guillaume Lemay-Thivierge : Lou
- Pierre Collin : Nostradamus
- Iannicko N'Doua-Légaré : Boogiemax

## Fiche technique
- Titre original : L'Appart du 5e
- Société de production : Zone 3
- Sociétés de distribution (pour la télévision) :
- Québec : VRAK
- Produit par : Zone 3
- Productrice : Diane England
- Producteurs exécutifs : Michel Bissonnette, André Larin, Vincent Leduc, Brigitte Lemonde
- Créateurs : Emmanuel Aquin et Stéphane Simard
- Réalisateurs : Stéphane Simard, Stephan Joly, Claude Blanchard
- Assistante à la Réalisation : Nathalie Vallerand, Marie-Laure Bresson, Chantal Roy
- Scénaristes : Emmanuel Aquin, Stéphane Simard, Benoît Chartier, Robin Balzano, Sylvain Ratté, Alex Veilleux
- Script-Édition : Sylvie Bouchard, Micheline Sylvestre, Martin Doyon
- Musique original : Éric Desranleau
- Pays d’origine :  Canada  Québec
- Langue : Français
- Genre : Comédie de Suspense-fantastique
- Durée : 22 minutes et 22 secondes

## Épisodes
| Saisons | Saisons | Épisodes | Date original   | Date original   |
| Saisons | Saisons | Épisodes | Premier épisode | Dernier épisode |
| ------- | ------- | -------- | --------------- | --------------- |
|         | 1       | 15       | 15 janvier 2013 | 23 avril 2013   |
|         | 2       | 25       | 27 août 2013    | 25 mars 2014    |
|         | 3       | 30       | 26 août 2014    | 14 avril 2015   |
|         | 4       | 30       | 25 août 2015    | 12 avril 2016   |
|         | 5       | 8        | 28 juin 2016    | 9 août 2016     |

### Première saison (2013)
Diffusée sur VRAK du 15 janvier 2013 au 23 avril 2013.
| №  | #  | Titre original                | Scénaristes                                                    | Réalisateur     | Première diffusion |
| -- | -- | ----------------------------- | -------------------------------------------------------------- | --------------- | ------------------ |
| 1  | 1  | Un fantôme dans le placard    | Emmanuel Aquin et Stéphane Simard                              | Stéphane Simard | 15 janvier 2013    |
| 2  | 2  | Fantôme en formation          | Benoît Chartier                                                | Stéphane Simard | 22 janvier 2013    |
| 3  | 3  | Entrez, c'est ouvert          | Robin Balzano                                                  | Stephan Joly    | 29 janvier 2013    |
| 4  | 4  | Sang pour sang                | Emmanuel Aquin et Stéphane Simard                              | Stéphane Simard | 5 février 2013     |
| 5  | 5  | Un vengeur sous le Soleil     | Robin Balzano                                                  | Stéphane Simard | 12 février 2013    |
| 6  | 6  | L'Exorcisme de Justine Pellan | Benoît Chartier en collaboration avec Marie-Ève Belleau-Bérubé | Stephan Joly    | 19 février 2013    |
| 7  | 7  | Sansouci… vraiment?           | Sylvain Ratté                                                  | Stephan Joly    | 26 février 2013    |
| 8  | 8  | Fugitivus                     | Emmanuel Aquin                                                 | Stéphane Simard | 5 mars 2013        |
| 9  | 9  | Un tueur si poche             | Sylvain Ratté                                                  | Stephan Joly    | 12 mars 2013       |
| 10 | 10 | La face cachée de Sansouci    | Robin Balzano                                                  | Stéphane Simard | 19 mars 2013       |
| 11 | 11 | Un échange de service         | Emmanuel Aquin et Benoît Chartier                              | Stéphane Simard | 26 mars 2013       |
| 12 | 12 | Retour vers le passé          | Emmanuel Aquin                                                 | Stéphane Simard | 2 avril 2013       |
| 13 | 13 | La cinéphile de l'horreur     | Robin Balzano                                                  | Stephan Joly    | 9 avril 2013       |
| 14 | 14 | L'amende                      | Robin Balzano et Benoît Chartier                               | Stéphane Simard | 16 avril 2013      |
| 15 | 15 | Les maux de la fin            | Emmanuel Aquin                                                 | Stéphane Simard | 23 avril 2013      |

### Deuxième saison (2013-2014)
Diffusée sur VRAK du 27 août 2013 au 25 mars 2014.
| №  | #  | Titre original                | Scénaristes                   | Réalisateur      | Première diffusion |
| -- | -- | ----------------------------- | ----------------------------- | ---------------- | ------------------ |
| 16 | 1  | Le côté sombre                | Emmanuel Aquin                | Stéphane Simard  | 27 août 2013       |
| 17 | 2  | Crimes et philo               | Robin Balzano                 | Stéphane Simard  | 3 septembre 2013   |
| 18 | 3  | Un p'tit deux                 | Benoît Chartier               | Stéphane Simard  | 10 septembre 2013  |
| 19 | 4  | La voix est libre             | Alex Veilleux                 | Claude Blanchard | 17 septembre 2013  |
| 20 | 5  | Boogie Max                    | Robin Balzano & Sylvain Ratté | Claude Blanchard | 24 septembre 2013  |
| 21 | 6  | Tristan                       | Stéphane Hogue                | Stéphane Simard  | 1er octobre 2013   |
| 22 | 7  | Florida                       | Robin Balzano                 | Stéphane Simard  | 8 octobre 2013     |
| 23 | 8  | Rapprochements                | Alex Veilleux                 | Stéphane Simard  | 15 octobre 2013    |
| 24 | 9  | Je t'aime, moi non plus       | Emmanuel Aquin                | Stéphane Simard  | 22 octobre 2013    |
| 25 | 10 | Et si jamais...               | Robin Balzano                 | Stéphane Simard  | 29 octobre 2013    |
| 26 | 11 | Des nouvelles de Gonzague     | Alex Veilleux                 | Claude Blanchard | 5 novembre 2013    |
| 27 | 12 | Théo, le libérateur           | Robin Balzano                 | Claude Blanchard | 12 novembre 2013   |
| 28 | 13 | Vices cachées                 | Emmanuel Aquin                | Stéphane Simard  | 19 novembre 2013   |
| 29 | 14 | Perdre la tête                | Robin Balzano                 | Stéphane Simard  | 7 janvier 2014     |
| 30 | 15 | Rouge et noir                 | Emmanuel Aquin                | Stéphane Simard  | 14 janvier 2014    |
| 31 | 16 | La cousine                    | Stéphane Hogue                | Claude Blanchard | 21 janvier 2014    |
| 32 | 17 | Conséquence                   | Emmanuel Aquin                | Claude Blanchard | 28 janvier 2014    |
| 33 | 18 | Le procès de Théo             | Alex Veilleux                 | Stéphane Simard  | 4 février 2014     |
| 34 | 19 | Prendre l'air                 | Robin Balzano                 | Stéphane Simard  | 11 février 2014    |
| 35 | 20 | Le parano                     | Stéphane Hogue                | Claude Blanchard | 18 février 2014    |
| 36 | 21 | La mort aux trousses          | Emmanuel Aquin                | Claude Blanchard | 25 février 2014    |
| 37 | 22 | Le crâne                      | Stéphane Hogue                | Claude Blanchard | 4 mars 2014        |
| 38 | 23 | Victor                        | Alex Veilleux                 | Stéphane Simard  | 11 mars 2014       |
| 39 | 24 | Irrésistible                  | Robin Balzano                 | Stéphane Simard  | 18 mars 2014       |
| 40 | 25 | Chronique d'une mort annoncée | Emmanuel Aquin                | Stéphane Simard  | 25 mars 2014       |

### Troisième saison (2014-2015)
Diffusée sur VRAK du 26 août 2014 au 14 avril 2015.
| №  | #  | Titre original                  | Scénaristes                     | Réalisateur        | Première diffusion |
| -- | -- | ------------------------------- | ------------------------------- | ------------------ | ------------------ |
| 41 | 1  | Lendemain de veille             | Emmanuel Aquin                  | Stéphane Simard    | 26 août 2014       |
| 42 | 2  | Une vieille amie                | Robin Balzano                   | Stéphane Simard    | 2 septembre 2014   |
| 43 | 3  | Étoile pilante                  | Emmanuel Aquin                  | Stéphane Simard    | 9 septembre 2014   |
| 44 | 4  | Disjonction                     | Robin Balzano                   | Stéphane Simard    | 16 septembre 2014  |
| 45 | 5  | Une dernière nuit avant l'aube  | Robin Balzano                   | Claude Blanchard   | 23 septembre 2014  |
| 46 | 6  | La Mort dans l'âme              | Raphaël Codebecq                | Stéphane Simard    | 30 septembre 2014  |
| 47 | 7  | Le Jour J                       | Emmanuel Aquin                  | Stéphane Simard    | 7 octobre 2014     |
| 48 | 8  | J'accuse                        | Emmanuel Aquin                  | Stéphane Simard    | 14 octobre 2014    |
| 49 | 9  | L'amour est dans le spectre     | Robin Balzano                   | Claude Blanchard   | 21 octobre 2014    |
| 50 | 10 | L'Étranger                      | Emmanuel Aquin                  | Claude Blanchard   | 28 octobre 2014    |
| 51 | 11 | La Lune, le fouet, les lunettes | Alex Veilleux                   | Stéphane Simard    | 4 novembre 2014    |
| 52 | 12 | Obédience                       | Robin Balzano                   | Stéphane Simard    | 11 novembre 2014   |
| 53 | 13 | Mentir                          | Raphaël Codebecq                | Stéphane Simard    | 18 novembre 2014   |
| 54 | 14 | Rien que la vérité              | Alex Veilleux                   | Claude Blanchard   | 25 novembre 2014   |
| 55 | 15 | Cauchemar à domicile            | Emmanuel Aquin                  | Stéphane Simard    | 2 décembre 2014    |
| 56 | 16 | La Porte!                       | Emmanuel Aquin                  | Stéphane Simard    | 6 janvier 2015     |
| 57 | 17 | Rituels conflictuels            | Robin Balzano                   | Claude C Blanchard | 13 janvier 2015    |
| 58 | 18 | L'Antidote                      | Alex Veilleux                   | Claude C Blanchard | 20 janvier 2015    |
| 59 | 19 | Dans le ventre du dragon        | Emmanuel Aquin                  | Claude C Blanchard | 27 janvier 2015    |
| 60 | 20 | Les Amours hypothécaires        | Raphaël Codebecq                | Stéphane Simard    | 3 février 2015     |
| 61 | 21 | L'Espionne que j'aimais         | Robin Balzano                   | Stéphane Simard    | 10 février 2015    |
| 62 | 22 | Le Bon, la brute et la truande  | Alex Veilleux                   | Claude C Blanchard | 17 février 2015    |
| 63 | 23 | Anastasia                       | Emmanuel Aquin                  | Claude C Blanchard | 24 février 2015    |
| 64 | 24 | Thérapie par exposition         | Robin Balzano                   | Claude C Blanchard | 3 mars 2015        |
| 65 | 25 | Le Grand Fossé                  | Emmanuel Aquin                  | Stéphane Simard    | 10 mars 2015       |
| 66 | 26 | Mauvais numéro                  | Raphaël Codebecq                | Stéphane Simard    | 17 mars 2015       |
| 67 | 27 | Le Premier Devoir               | Alex Veilleux                   | Stéphane Simard    | 24 mars 2015       |
| 68 | 28 | Double jeu                      | Emmanuel Aquin et Robin Balzano | Claude C Blanchard | 31 mars 2015       |
| 69 | 29 | La Vraie Menace                 | Alex Veilleux                   | Stéphane Simard    | 7 avril 2015       |
| 70 | 30 | La Boîte à surprise             | Emmanuel Aquin                  | Stéphane Simard    | 14 avril 2015      |

### Quatrième saison (2015-2016)
Diffusée sur VRAK à partir du 25 août 2015.
| №   | #  | Titre original                | Scénaristes                     | Réalisateur        | Première diffusion |
| --- | -- | ----------------------------- | ------------------------------- | ------------------ | ------------------ |
| 71  | 1  | Pandore                       | Emmanuel Aquin                  | Stéphane Simard    | 25 août 2015       |
| 72  | 2  | Trouver Marianne              | Emmanuel Aquin                  | Stéphane Simard    | 1er septembre 2015 |
| 73  | 3  | Damoclès                      | Emmanuel Aquin                  | Claude C Blanchard | 8 septembre 2015   |
| 74  | 4  | Un mariage ou un enterrement? | Alex Veilleux                   | Claude C Blanchard | 15 septembre 2015  |
| 75  | 5  | Am-stram-gram                 | Emmanuel Aquin et Robin Balzano | Stéphane Simard    | 22 septembre 2015  |
| 76  | 6  | Œil pour œil...               | Robin Balzano                   | Stéphane Simard    | 29 septembre 2015  |
| 77  | 7  | La Princesse Sissi            | Emmanuel Aquin                  | Stéphane Simard    | 6 octobre 2015     |
| 78  | 8  | La Grande Visite              | Emmanuel Aquin et Sylvain Ratté | Stéphane Simard    | 13 octobre 2015    |
| 79  | 9  | La Taupe                      | Robin Balzano                   | Claude C Blanchard | 20 octobre 2015    |
| 80  | 10 | Orphée                        | Emmanuel Aquin                  | Claude C Blanchard | 27 octobre 2015    |
| 81  | 11 | L'amour est aveugle           | Robin Balzano                   | Stéphane Simard    | 3 novembre 2015    |
| 82  | 12 | Histoires de sœurs            | Alex Veilleux                   | Stéphane Simard    | 10 novembre 2015   |
| 83  | 13 | Pour ton bien                 | Robin Balzano                   | Claude C Blanchard | 17 novembre 2015   |
| 84  | 14 | L'Heure de la pause           | Robin Balzano                   | Claude C Blanchard | 24 novembre 2015   |
| 85  | 15 | Cassandre                     | Emmanuel Aquin                  | Stéphane Simard    | 1er décembre 2015  |
| 86  | 16 | Soirée de meurtre             | Emmanuel Aquin et Robin Balzano | Stéphane Simard    | 5 janvier 2016     |
| 87  | 17 | Retour à la normale           | Emmanuel Aquin et Sylvain Ratté | Stéphane Simard    | 12 janvier 2016    |
| 88  | 18 | Libérer Greg                  | Alex Veilleux                   | Claude C Blanchard | 19 janvier 2016    |
| 89  | 19 | Achille                       | Emmanuel Aquin                  | Claude C Blanchard | 26 janvier 2016    |
| 90  | 20 | La Renaissance                | Robin Balzano                   | Claude C Blanchard | 2 février 2016     |
| 91  | 21 | La Vie après la mort          | Emmanuel Aquin                  | Stéphane Simard    | 9 février 2016     |
| 92  | 22 | Le Nouveau Coloc              | Robin Balzano et Sylvain Ratté  | Stéphane Simard    | 16 février 2016    |
| 93  | 23 | Mon oncle Phil                | Robin Balzano                   | Stéphane Simard    | 23 février 2016    |
| 94  | 24 | Le Sens du sacrifice          |                                 |                    | 1er mars 2016      |
| 95  | 25 | L'Oracle                      |                                 |                    | 8 mars 2016        |
| 96  | 26 | Le Corbeau                    |                                 |                    | 15 mars 2016       |
| 97  | 27 | La Dame en rouge              |                                 |                    | 22 mars 2016       |
| 98  | 28 | Trahisons en série            |                                 |                    | 29 mars 2016       |
| 99  | 29 | Double jeu                    |                                 |                    | 5 avril 2016       |
| 100 | 30 | 29 septembre 1957             | Emmanuel Aquin                  | Stéphane Simard    | 12 avril 2016      |

### Cinquième saison (2016)
La cinquième saison, composée de huit épisodes, sera la dernière. Elle a été diffusée au cours de l'été 2016.
| №   | # | Titre original                   | Scénaristes    | Réalisateur     | Première diffusion |
| --- | - | -------------------------------- | -------------- | --------------- | ------------------ |
| 101 | 1 | Le Début de la fin               | Emmanuel Aquin | Stéphane Simard | 28 juin 2016       |
| 102 | 2 | Le Rituel inconnu                | Robin Balzano  | Stéphane Simard | 5 juillet 2016     |
| 103 | 3 | L'Ennemi de mon ennemi           | Robin Balzano  | Stéphane Simard | 12 juillet 2016    |
| 104 | 4 | Trahison                         | Emmanuel Aquin | Stéphane Simard | 19 juillet 2016    |
| 105 | 5 | Contre-attaque                   | Robin Balzano  | Stéphane Simard | 26 juillet 2016    |
| 106 | 6 | La Paix des Braves               | Emmanuel Aquin | Stéphane Simard | 2 août 2016        |
| 107 | 7 | Le Moment de vérité (1re partie) | Emmanuel Aquin | Stéphane Simard | 9 août 2016        |
| 108 | 8 | Le Moment de vérité (2e partie)  | Emmanuel Aquin | Stéphane Simard | 9 août 2016        |